# خیرآباد (ری)
خیرآباد (ری)، روستایی از توابع بخش کهریزک شهرستان ری در استان تهران ایران است.

## جمعیت
این روستا در دهستان کهریزک قرار دارد و براساس سرشماری مرکز آمار ایران در سال ۱۳۸۵، جمعیت آن ۵۴۲ نفر (۱۴۱خانوار) بوده‌است.

## پیشینه
خیرآباد از املاک خالصه (دولتی) بود و در سال ۱۳۱۷ در حالی که وزارت دارایی آن را ۸۸۹۵۱ تومان ارزشگذاری کرده بود، به بهای ۱۹۹۹۹ تومان به رضاشاه پهلوی فروخته شد. در شهریور ۱۳۲۴ دولت این روستا را به ابوطالب شیروانی مدیر روزنامه میهن به عوض املاک صولت‌الدوله قشقایی در سمیرم واگذار کرد که او در سال ۱۳۱۳ به بهای بیست هزار تومان به اقساط از دولت خریده بود اما پس از شهریور ۱۳۲۰ ورثه‌اش دوباره تصرف کرده بودند.
واگذاری خیرآباد به شیروانی باعث شد دکتر مصدق که در آن زمان نماینده تهران در مجلس شورای ملی بود علیه محمود بدر وزیر دارایی اعلام جرم کند چرا که ارزش خیرآباد بسیار بیشتر از مبلغ بیست هزار تومانی بود که شیروانی از دولت طلب داشت. بهای خیرآباد بیش از پانصد هزار تومان ارزیابی می‌شد. در سال ۱۳۲۳ مبلغ ۱۵۲۴۵ تومان نقد، ۳۱۲ خروار گندم، ۲۰۲ خروار جو، ۶۸۲ خروار کاه، بیست خروار پنبه خشک و معادل شصت هزار تومان صیفی‌جات درآمد داشت.